# Nomentano – San Lorenzo
Das III. Munizipium Nomentano – San Lorenzo war eines der 19 Munizipien der Stadt Rom. Es liegt nordöstlich der Altstadt und wird im Osten von der Bahnstrecke Rom-Florenz begrenzt. Am 11. März 2013 wurde es mit dem II. Munizipium Parioli zum neuen Municipio II vereinigt.
Nomentano – San Lorenzo hat 54.241 Einwohner (2006). Es teilt sich in folgende Ortsteile auf.
| 3a     | Nomentano   | 41.630 |
| 3b     | San Lorenzo | 10.254 |
| 3x     | Università  | 947    |
| 3y     | Verano      | 279    |
| Gesamt | Gesamt      | 54.241 |

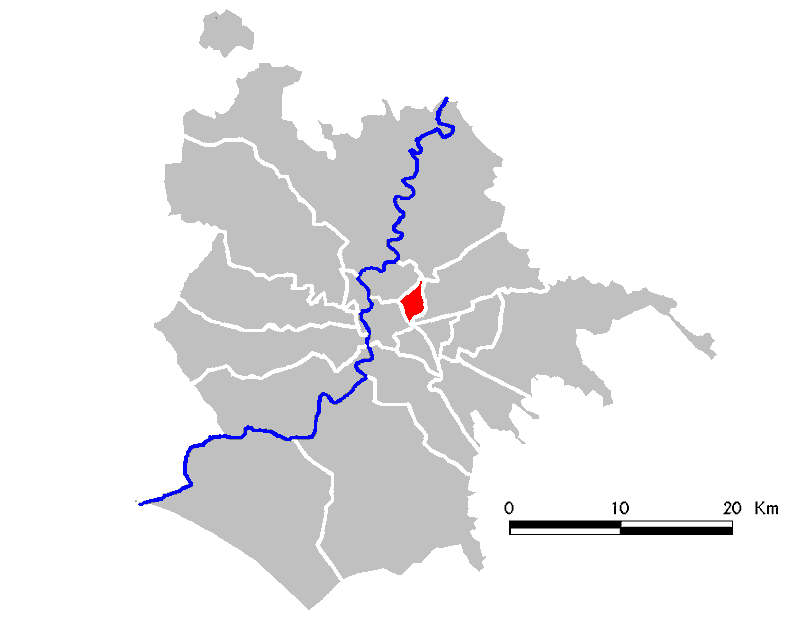
Lage von Nomentano – San Lorenzo in Rom

Das Stadtviertel Nomentano – San Lorenzo entstand Ende des 19. Jahrhunderts. Es ist sowohl nach der Via Nomentana als auch nach der Basilika San Lorenzo fuori le mura benannt. Während das Stadtviertel entlang der Via Nomentana bürgerlichen Charakter hat, ist das Viertel San Lorenzo vor allem durch die nahe Universität studentisch geprägt und hat zahlreiche Bars, Clubs und Restaurants.

## Geschichte
San Lorenzo war im Zweiten Weltkrieg das am stärksten von Bombardierung durch die Alliierten betroffene Stadtviertel von Rom. Angeblich befanden sich dort deutsche Truppen und Nachschubzentren.
Am 19. Juli 1943 warfen 500 amerikanische und britische Flugzeuge mehr als 1000 Tonnen Bomben über dem San-Lorenzo-Viertel ab. Dieser mit Abstand schwerste Bombenangriff forderte 1500 Tote, 1600 Verletzte und zahlreiche zerstörte oder schwer beschädigte Gebäude, darunter auch die Papst-Basilika San Lorenzo.
Um ein zweites Monte Cassino oder gar Stalingrad zu verhindern, weigerte sich Papst Pius XII. die Stadt zu verlassen und bemühte sich darum, Rom zur offenen (d. h., militärfreien) Stadt zu erklären. Viele halfen ihm dabei, auf vatikanischer Seite Pankratius Pfeiffer, Domenico Tardini, Otto Faller, auf deutscher Ernst von Weizsäcker und SS-General Karl Wolff. Der deutsche Generalfeldmarschall Albert Kesselring erklärte 1944 Rom zur offenen Stadt und zog bis auf eine Nachhut alle Truppen ab. Am 4. Juni 1944 marschierten alliierte Truppen in Rom ein.